# Eustrotia vittata
Eustrotia vittata là một loài bướm đêm trong họ Noctuidae.